# Super Cub
Super Cub (スーパーカブ Sūpā Kabu?) es una serie de novelas ligeras japonesas, escrita por Tone Kōken e ilustrada por Hiro. Kadokawa Shoten ha lanzado siete volúmenes desde mayo de 2017 bajo su etiqueta Kadokawa Sneaker Bunko. Una adaptación de manga con arte de Kanitan se ha serializado en línea desde diciembre de 2017 a través del sitio web de manga Comic Newtype de Kadokawa Shoten. Se ha recogido en cinco volúmenes de tankōbon.
Una adaptación de la serie de televisión de anime de Studio Kai se estrenó el 7 de abril de 2021 en múltiples cadenas de televisión en Japón y licenciado internacionalmente por Funimation. La serie de anime ha recibido críticas generalmente positivas.

## Descripción general
La obra está ambientada en el área de Mukawa de Hokuto en la Prefectura de Yamanashi, Japón. La historia sigue la vida de Koguma, una solitaria estudiante de preparatoria sin hobbys o intereses. Después de un encuentro con una motocicleta Honda Super Cub 50, empieza a crecer como persona y su mundo se expande más allá de lo que conoce. Los carteles promocionales noveles y Los carteles promocionales de la novela y el sitio oficial de la novela promueven la conmemoración de los 100 millones de unidades vendidas del Honda Super Cub.

### Trama
La protagonista es Koguma, una chica sin padres, hobbys, o amigos. Un día, montando su antigua bicicleta camino a su escuela, Koguma decide que le gustaría conseguir una motocicleta de alguna clase. Entonces decide comprar una Honda Super Cub de un comerciante local. Debido a esto, finalmente hace amigas como Reiko y Shii Eniwa.

## Personajes
Koguma (小熊?)
Voz por: Yuki Yomichi
La personaje protagonista es Koguma, una joven que estudia en una preparatoria en Hokuto, de complexión mediana, con cabello corto, negro y características sencillas, y que tiene rendimiento escolar regular. Su padre falleció cuándo era muy joven, y su madre desapareció cuando Koguma entró a preparatoria. Como no tiene parientes, depende de un estipendio para sus gastos escolares y de vida, y vive sola en un edificio de apartamentos frente a la estación Hinoharu.
No tiene pasatiempos ni amigos en la escuela, donde prácticamente desaparece en un segundo plano en clase. Cuando compra un Super Cub para viajar a la escuela, su vida comienza a cambiar poco a poco. Debido a su aislamiento, tiene una forma muy brusca de hablar con los demás. Su nombre se traduce literalmente como "osezno".
Reiko (礼子?)
Voz por: Ayaka Nanase
Estudiante de la misma clase de Koguma, Reiko es alta, con cabello largo, negro y un sentido de la moda. Su padre es un miembro de la Dieta, su madre es presidenta de una compañía, y ambos viven en Tokio. Reiko vive por su cuenta en el área de Mukawa de Hokuto, un sitio con muchas cabañas para vacacionar. Su apariencia es muy reservada y hermosa, en contraste con la de Koguma. Reiko es una estudiante aplicada y es buena en los deportes.
A pesar de destacarse mucho en su clase, Reiko no muestra interés en nada más que en las motocicletas cubs. Después de ver a Koguma salir a almorzar sobre su cub, comenzó a formar una amistad con ella. Se le considera una entusiasta muy conocedora de las cubs y es muy buena modificándolos. Tiene una vasta colección de repuestos para cubs en su cabaña, para asegurarse de tenerlos siempre a la mano. Si bien su cub es una "Postal Cub" MD90 restaurada, ésta termina destruida durante sus vacaciones de verano de segundo año, al intentar llegar a la cima del monte Fuji, y posteriormente adquirió una Honda "Hunter Cub" CT110.
Shii Eniwa (恵庭椎 Eniwa Shii?)
Voz por: Natsumi Hioka
Compañera de Koguma y Reiko, estuvo a cargo del festival cultural anual. Ella tiene el cabello de longitud media que se representa como gris azulado pálido en las imágenes de las novelas y el manga, pero grisáceo en el anime. Mientras Hiro la ilustra con un lunar debajo del ojo derecho, Kanitan omite esto en sus ilustraciones para el manga. Es un poco más baja que Koguma y no ha cambiado de estatura desde la escuela secundaria. Después de que Koguma y Reiko la ayudaran a salir de apuros durante el festival cultural usando a sus Cubs, Shii empieza a mostrar interés en las cubs, y pasa más tiempo con ellas desde entonces. Su casa está a la mitad del camino de Reiko a la escuela. Sus padres tienen una panadería y cafetería de estilo alemán llamada BEURRE (literalmente "mantequilla" en francés). Planea abrir una tienda cuando sea mayor y estudia mucho para aprender a ser barista. Ahorró dinero para poder comprar una máquina de café expresso usada para aprender y comenzar su propio negocio. Debido a un accidente durante el invierno de su tercer año, donde Koguma la rescató de una caída en un río, se ganó un gran afecto por Koguma y su cub. Ella montaba una bicicleta Alex Moulton hasta el accidente del río, después de lo cual compró una Honda "Little Cub" azul claro.

## Formatos

### Novelas ligeras
| N.º     | Fecha de lanzamiento   | ISBN original          |
| ------- | ---------------------- | ---------------------- |
| 1       | 1 de mayo de 2017      | ISBN 978-4-04-105663-9 |
| 2       | 1 de octubre de 2017   | ISBN 978-4-04-105960-9 |
| 3       | 1 de mayo de 2018      | ISBN 978-4-04-106466-5 |
| 4       | 1 de diciembre de 2018 | ISBN 978-4-04-107081-9 |
| 5       | 1 de julio de 2019     | ISBN 978-4-04-107082-6 |
| 6       | 1 de diciembre de 2019 | ISBN 978-4-04-108919-4 |
| Reserve | 1 de noviembre de 2020 | ISBN 978-4-04-110871-0 |
| 7       | 31 de marzo de 2021    | ISBN 978-4-04-110872-7 |

### Manga
| N.º | Fecha de lanzamiento    | ISBN original          |
| --- | ----------------------- | ---------------------- |
| 1   | 25 de mayo de 2018      | ISBN 978-4-04-106961-5 |
| 2   | 10 de diciembre de 2018 | ISBN 978-4-04-107852-5 |
| 3   | 10 de agosto de 2019    | ISBN 978-4-04-108468-7 |
| 4   | 10 de marzo de 2020     | ISBN 978-4-04-109032-9 |
| 5   | 10 de marzo de 2020     | ISBN 978-4-04-111087-4 |

### Anime
El 20 de noviembre de 2019 se anunció una adaptación al anime de Studio Kai. La serie televisiva está dirigida por Toshiro Fujii, con Toshizō Nemoto dirigiendo composición de serie, Tōru Imanishi diseñando los personajes, y Tomohisa Ishikawa y ZAQ componiendo la música. Fue estrenada el 7 de abril de 2021 en EN-X, Tokyo MX, televisión Aichi, KBS Kyoto, y BS11. El tema de apertura, "Mahō no Kaze" (Viento Mágico), está interpretada por Akane Kumada, mientras el tema del cierra, "Haru e no Dengon" (Un Mensaje al Viento), está interpretada por los miembros de reparto principales Yuki Yomichi, Ayaka Nanase, y Natsumi Hioka. La serie tiene 12 episodios. Se encuentra licencia por Funimation, estrenando episodios nuevos los miércoles. Sin embargo, tras la adquisición de Crunchyroll por parte de Sony, la serie se trasladó a Crunchyroll obteniendo la licencia de la serie fuera de Asia.
El 1 de noviembre de 2021, Funimation anunció que la serie recibió un doblaje en español latino, que se estrenó el 11 de noviembre, luego se trasladó a Crunchyroll el 9 de junio de 2023.
Una caja de Blu-ray que contiene los 12 episodios de la serie se lanzará en Japón el 25 de agosto de 2021.

## Recepción
El periódico Asahi Shimbun describió la primera novela como una historia realista contada con un lenguaje simple y honesto, que muestra los cambios en la vida de Koguma mientras se expande y explora el mundo que se le abrió después de comprar el Super Cub.
La serie de anime recibió críticas generalmente positivas. Briana Lawrence en The Mary Sue describió los primeros cinco episodios como "un cálido abrazo entregado a 20 MPH", elogiando la serie por sus celebraciones de pequeñas victorias en la vida de Koguma y cómo estas cambian la perspectiva de vida del personaje. En Anime News Network, Mercedez Clewis lo llamó "el anime para ver este año", y luego llamó al primer episodio "una obra maestra de un estreno", lleno de "muchos momentos verdaderamente hermosos donde ... [el arte y colores] ... se unen para crear escenas realmente llamativas y evocadoras".